# 半山园
半山園位於南京市中山门北白塘，清溪路附近，此地為城東七里，距紫金山亦七里，恰為半途，因以得名“半山”。
半山園原名“晉謝公墩”，為謝安故居。北宋時為王安石宅第，後為王安石捐給佛門建造寺宇，宋神宗趙頊賜名“報寧寺”；王安石因新法被廢悲忿離世，葬于報寧寺（半山寺）後半山園。